# Cantagallo (Kolumbia)
Cantagallo – miasto w Kolumbii, w departamencie Bolívar.